# The BEST (KinKi Kidsのアルバム)
『The BEST』（ザ・ベスト）は、KinKi Kidsの20周年記念のベスト・アルバム。2017年12月6日に発売された。発売元はジャニーズ・エンタテイメント。

## 解説
KinKi Kidsが2017年10月29日に出演した「テレビ朝日ドリームフェスティバル2017」にて本作の発売が発表された。
初回盤と通常盤の2形態で発売され、1997年7月に発売されたデビューシングル『硝子の少年』から、2017年7月に発売された『The Red Light』までのシングル全38作品のA面表題曲全45曲が全曲リマスタリングされて収録されたオールタイム・ベストアルバム。「KinKi Kids 20th Anniversary キャンペーン」最後の作品となった。
初回盤は三方背ケース仕様で44Pのブックレットが同封され、さらに2017年7月15日・16日に行われた「KinKi Kids Party!〜ありがとう20年〜」の模様をダイジェストで映像収録されたDVD、またはBlu-rayが付属する。
通常盤にはBonus Trackとして新曲の「すべてのひとかけら」と、宮沢和史が書き下ろしたバラード曲「Next to you」の2曲を収録。また、36Pのブックレットも同封された。
初回盤・通常盤（初回プレス）にKinKi Kids 20th Anniversary キャンペーンIDが封入され、初回盤には先着購入者に対し「KinKi Kids Party!〜ありがとう20年〜」オリジナル・ハンドタオルが配布された。

## 規格品番
初回限定盤
CD
- Disc 1：JECN-500、JECN-504
- Disc 2：JECN-501、JECN-505
- Disc 3：JECN-502、JECN-506

DVD
- JECN-503

Blu-ray
- JECN-507

通常盤（CDのみ）
- Disc 1：JECN-508
- Disc 2：JECN-509
- Disc 3：JECN-510

## チャート成績
2017年12月18日付のオリコンチャートで初週17.4万枚を売り上げて、初登場1位を獲得した。アルバム通算1位獲得数では、これまで18作で並んでいた松田聖子を上回り、歴代単独4位に浮上した。なお1位はB'z（28作）、2位は松任谷由実（23作）、3位は浜崎あゆみ（20作）と続いている。
2025年5月5日からKinKi Kidsが全356曲のサブスク&ダウンロード配信をスタートさせたことにより、再びランクイン。オリコンでは2025年5月19日付「週間デジタルアルバムランキング」で初週DL数1578DLで初登場1位を獲得。なお、同日付の「週間デジタルシングル（単曲）ランキング」でも「愛のかたまり」が初週DL数9549DLで首位を獲得したため、KinKi Kidsは自身初のデジタルランキング2冠を達成した。

## 収録曲

### CD

#### Disc 1
1. 硝子の少年
作詞：松本隆、作曲・編曲：山下達郎
1stシングル。
2. 愛されるより 愛したい
作詞：森浩美、作曲：馬飼野康二、編曲：CHOKKAKU、コーラスアレンジ：岩田雅之
2ndシングル。
3. ジェットコースター・ロマンス
作詞：松本隆、作曲：山下達郎、編曲：船山基紀
3rdシングル。
4. 全部だきしめて
作詞：康珍化、作曲：吉田拓郎、編曲：武部聡志
4thシングルの1曲目。
5. 青の時代
作詞・作曲：canna、編曲：新川博、コーラスアレンジ：松下誠
4thシングルの2曲目。
6. Happy Happy Greeting
作詞：松本隆、作曲・編曲：山下達郎
5thシングルの1曲目。
7. シンデレラ・クリスマス
（作詞：松本隆、作曲：谷本新、編曲：長岡成貢）
5thシングルの2曲目。
8. やめないで,PURE
作詞：伊達歩、作曲：筒美京平、編曲：WACKY KAKI
6thシングル。
  - シングルバージョンが収録されている。[注 1]
9. フラワー
作詞：HΛL、作曲：HΛL・音妃、編曲：船山基紀、コーラスアレンジ：松下誠
7thシングル。
10. 雨のMelody
作詞：康珍化、作曲：武藤敏史・坂井秀陽、編曲：有賀啓雄
8thシングルの1曲目。
11. to Heart
作詞：久保田洋司・E.komatsu、作曲：宮﨑歩、編曲：CHOKKAKU
8thシングルの2曲目。
12. 好きになってく 愛してく
作詞：堂本剛、作曲：堂本光一、編曲：武部聡志
9thシングルの1曲目。
13. KinKiのやる気まんまんソング[注 2]
作詞：さくらももこ、作曲：飯田建彦、編曲：長岡成貢
9thシングルの2曲目。
14. 夏の王様
作詞：康珍化、作曲：羽田一郎、編曲：船山基紀
10thシングルの1曲目。
15. もう君以外愛せない
作詞・作曲：周水（canna）、編曲：重実徹
10thシングルの2曲目。

#### Disc 2
1. ボクの背中には羽根がある
作詞：松本隆、作曲：織田哲郎、編曲：家原正樹
11thシングル。
2. 情熱
作詞：Satomi、作曲：Boris Durdevic、編曲：松本良喜
12thシングル。
3. Hey! みんな元気かい?
作詞・作曲：YO-KING、編曲：F.L.P
13thシングル。
4. カナシミ ブルー
作詞・作曲：堂島孝平、編曲：CHOKKAKU
14thシングル。
5. solitude 〜真実のサヨナラ〜
作詞・作曲：K.Dino、編曲：ha-j
15thシングル。
6. 永遠のBLOODS
作詞：浅田信一、作曲：堂島孝平、編曲：ha-j、ストリングスアレンジ：村山達哉
16thシングル。
7. 心に夢を君には愛を
作詞：Satomi、作曲：松本良喜、ブラスアレンジ：下神竜哉
17thシングルの1曲目。
8. ギラ☆ギラ
作詞：Satomi、作曲・編曲：本間昭光
17thシングルの2曲目。
9. 薄荷キャンディー
作詞：松本隆、作曲・編曲：Fredrik Hult・Ola Larsson・Öystein Grindheim・Henning Hartung、コーラスアレンジ：三谷泰弘
18thシングル。
10. ね、がんばるよ。
作詞：吉田美和、作曲：吉田美和・中村正人、編曲：中村正人・Ike Nelson、ブラスアレンジ：下神竜哉、ストリングスアレンジ：斎藤ネコ
19thシングル。
11. Anniversary
作詞：Satomi、作曲：織田哲郎、編曲：家原正樹
20thシングル。
12. ビロードの闇
作詞：Satomi、作曲：林田健司、編曲：CHOKKAKU
21stシングル。
13. SNOW! SNOW! SNOW!
作詞：秋元康、作曲：伊秩弘将、編曲：家原正樹
22ndシングル。
14. 夏模様
作詞：Satomi、作曲：林田健司、編曲：佐久間誠、ストリングスアレンジ、佐藤泰将
23rdシングル。
15. Harmony of December
作詞・作曲：マシコタツロウ、編曲：ha-j、ストリングスアレンジ：佐藤泰将、コーラスアレンジ：高橋哲也
24thシングル。
16. BRAND NEW SONG
作詞・作曲：Gajin、編曲：CHOKKAKU、コーラスアレンジ：岩田雅之
25thシングル。

#### Disc 3
1. 永遠に
作詞：Satomi、作曲：德永英明、編曲：CHOKKAKU、コーラスアレンジ：竹内浩明
26thシングル。
2. Secret Code
作詞：Satomi、作曲：井上日徳、編曲：井上日徳・堂島孝平、ブラスアレンジ：井上日徳・北原雅彦、コーラスアレンジ：Ko-saku
27thシングル。
3. 約束
作詞：浅利進吾、作曲：加藤裕介、編曲：家原正樹・加藤裕介、コーラスアレンジ：高橋哲也
28thシングル。
4. スワンソング
作詞：松本隆、作曲：瀬川浩平、編曲：ha-j、ストリングスアレンジ：佐藤泰将、コーラスアレンジ：松下誠）
29thシングル。
5. Family 〜ひとつになること
作詞：堂本剛、作曲：堂本光一、編曲：吉田建、ストリングスアレンジ：旭純
30thシングル。
6. Time
作詞：U-Key zone・mikula、作曲・編曲：U-Key zone、ストリングスアレンジ：Simon Hale
31stシングル。
7. 変わったかたちの石
作詞：秋元康、作曲：マシコタツロウ、編曲：武部聡志
32ndシングル。
8. まだ涙にならない悲しみが
作詞：松井五郎、作曲：織田哲郎、編曲：亀田誠治、コーラスアレンジ：Ko-saku
33rdシングルの1曲目。
9. 恋は匂へと散りぬるを
作詞・作曲・編曲：吉田建、ストリングスアレンジ：佐藤泰将、コーラスアレンジ：Ko-saku
33rdシングルの2曲目。
10. 鍵のない箱
作詞：松井五郎、作曲：加藤裕介、編曲：鈴木雅也、コーラスアレンジ：Ko-saku
34thシングル。
11. 夢を見れば傷つくこともある
作詞：秋元康、作曲：伊秩弘将、編曲：家原正樹、コーラスアレンジ：Ko-saku
35thシングル。
12. 薔薇と太陽
作詞・作曲：吉井和哉、編曲：船山基紀
36thシングル。
13. 道は手ずから夢の花
作詞・作曲：安藤裕子、編曲：松本良喜
37thシングル。
  - シングルバージョンが収録されている。[注 3]
14. The Red Light
作詞：久保田利伸・森大輔、作曲：久保田利伸、編曲：森大輔
38thシングル。
15. すべてのひとかけら
作詞：松井五郎、作曲：馬飼野康二、編曲：石塚知生、コーラスアレンジ：Ko-saku
新曲。
  - 通常盤のみ収録。
16. Next to you
作詞・作曲：宮沢和史、編曲：家原正樹、コーラスアレンジ：Ko-saku
新曲。
  - 通常盤のみ収録。

### DVD/Blu-ray
「KinKi Kids Party! 〜ありがとう20年〜 DIGEST」
横浜スタジアムの光一と中継先の剛とのトークもダイジェストで収録。約100分収録予定。
1. Hey! みんな元気かい?
2. FRIENDS
（作曲：森浩美、作曲：羽場仁志、編曲：船山基紀）
3. 薔薇と太陽
4. ひとりじゃない
（作詞：森浩美、作曲：MARK DAVIS、編曲：船山基紀）
  - 堂本剛のソロ曲。

5. to Heart
6. もう君以外愛せない
7. Anniversary

## 映像作品
Next to you
- KinKi Kids CONCERT 20.2.21 -Everything happens for a reason-